# Insemination
Als Insemination wird jede Übertragung des männlichen Samens in den Genitaltrakt der Frau oder eines weiblichen Tieres bezeichnet, die nicht über den Weg der Kopulation erfolgt. Hierbei kann es zu einer Befruchtung kommen. Insemination ist die gängigste Methode zur künstlichen Befruchtung.
Übliche Methoden sind
- Intrauterine Insemination (IUI): Vorbehandeltes Sperma wird bis in die Gebärmutter gebracht.
- Intracervical Insemination (ICI): Unbehandeltes Sperma wird bis in den Gebärmutterhals gebracht.
- Intrauterine Tuboperitoneal Insemination (IUTPI): Vorbehandeltes Sperma wird sowohl in die Gebärmutter als auch in den Eileiter gebracht.
- Intratubal Insemination (ITI): Vorbehandeltes Sperma wird in den Eileiter gebracht.
- Bechermethode oder Heiminsemination: Gespendetes Sperma wird mit technischen Hilfsmitteln, bspw. einer Spritze, in die Vagina eingebracht.

Bei Tieren wird von künstlicher Besamung gesprochen. Als Erster inseminierte Lazzaro Spallanzani 1783 an der Universität zu Pavia erfolgreich ein Pudelweibchen.